# Pura Belpré
Pura Teresa Belpré White (1899-1982) fue la primera bibliotecóloga puertorriqueña de Nueva York. Fue también escritora, coleccionista de cuentos populares, y titiritera.

## Biografía
Belpré era originaria de Cidra, Puerto Rico. Existe cierta controversia en cuanto a la fecha de su nacimiento, que ha sido dada como 2 de febrero de 1899, 2 de diciembre de 1901, y 2 de febrero de 1903. En 1919, se graduó por la Escuela Central de Artes Visuales de Santurce, Puerto Rico, y se inscribió en la Universidad de Puerto Rico en Río Piedras. Poco después, en 1920, interrumpió sus estudios para asistir a la boda de su hermana Elisa en la ciudad de Nueva York, donde, a excepción de breves intervalos, permaneció durante el resto de su vida.

## Bibliotecología
En la bibliotecología estadounidense-latina, Belpré es bien conocida por su trabajo en la Biblioteca Pública de Nueva York, pionera en la divulgación de la biblioteca en la comunidad de puertorriqueños. Sin embargo, al igual que muchas de las mujeres puertorriqueñas que emigraron a Nueva York en el siglo XX, el primer trabajo de Belpré estuvo vinculado con la industria del vestido. Con su idioma castellano, la comunidad latina, y claras habilidades literarias, pronto le valieron el puesto de Asistente hispana en una sucursal de la Biblioteca pública en la Calle 135 de Harlem, después de haber sido reclutada y asesorada por Ernestine Rose, directora de la Biblioteca de Harlem. Belpré se convirtió en la primera puertorriqueña en ser contratada por la Biblioteca Pública de Nueva York (NYPL).
En 1925, comenzó sus estudios formales en la Escuela de Bibliotecología de la Biblioteca Pública de Nueva York. En 1929, debido al creciente número de puertorriqueños establecidos en el sudoeste de Harlem, Belpré fue transferida a la Sección de la NYPL en la Calle 115. Rápidamente se convirtió en una activa defensora de la comunidad de habla castellana, mediante la institución de horas de cuentos bilingües, la compra de libros en castellano, y la implementación de programas basados en fiestas tradicionales como la celebración de los Tres Reyes Magos. En sus actividades de divulgación, asistió a reuniones de organizaciones cívicas, como la Porto Rican Brotherhood of America y La Liga Puertorriqueña e Hispana. A través de la obra de Belpré, la sucursal de la Calle 115, se convirtió en un importante centro cultural para los residentes latinos de Nueva York, incluso de alojamiento de figuras latinoamericanas importantes como el muralista mexicano Diego Rivera. Belpré continuó sus valiosos esfuerzos, también en la Sucursal de la Calle 110 (o Aguilar).

## Carrera literaria
La carrera de la bibliotecaria Belpré está íntimamente ligada a su carrera literaria. La primera historia que escribió y publicó fue Pérez y Martina, una historia de amor entre una cucaracha y un ratón. Belpré también recogió muchos otros cuentos folclóricos de Puerto Rico, traducidos al inglés y se los publicó como literatura infantil. Estaba motivada por el deseo de acercar la cultura puertorriqueña a los Estados Unidos continentales. En 1931, fue autora quizás del primer libro publicado en inglés, en EE. UU. por un autor boricua, y lo publicó sin duda, por una importante editorial.
En 1940, Belpré conoció a su futuro marido, el compositor afro-estadounidense y violinista, Clarence Cameron White. Y se casaron el 26 de diciembre de 1943, y Belpré renunció a su cargo para ir de gira con su marido, y también dedicarse plenamente a la escritura. Cuando su marido murió en 1960, Belpré regresó a trabajar a tiempo parcial en la Biblioteca como especialista de niños latinos, que la envió por toda la ciudad donde había un gran número de niños latinos. En 1968, se retiró de esa posición, pero fue persuadida para trabajar con el recién creado Proyecto Biblioteca del South Bronx, un programa de extensión a la comunidad para promover el uso de la biblioteca y para proporcionar servicios necesarios a los barrios latinos de todo el Bronx.
Belpré escribió la primera gran historia de Juan Bobo, publicado en EE. UU., Juan Bobo and the Queen's Necklace: A Puerto Rican Folk Tale, en 1962..

## Deceso
Belpré murió en 1982, después de haber recibido el Premio de la Alcaldía de Nueva York para las Artes y la Cultura en ese mismo año. Sus archivos se encuentran y se mantienen por el Centro de Estudios Puertorriqueños del Hunter College de Nueva York.

## Legado
El nombre de Belpré vive en los campos de la bibliotecología y en la literatura infantojuvenil latina y estadounidense como fuente de inspiración. En los 1980s, el Capítulo Noreste de REFORMA nombró con su epónimo el premio de reconocimiento a bibliotecarios. Y en 1996, REFORMA nacional colocó su epónimo al Premio a Libros infantiles. El Premio Pura Belpré es presentado a escritores latinas/latinos e ilustradores cuyos trabajos mejor retraten, afirmen, y celebren la experiencia cultural latina en una obra sobresaliente de la literatura para niños y jóvenes. Ahora, está copatrocinado por REFORMA: la Asociación Nacional para la Promoción de la Biblioteca y Servicios de Información a los latinos e hispanoparlantes; y la Asociación de Servicios Bibliotecarios a la Niñez (acrónimo en inglés ALSC), una división de la Asociación Estadounidense de Bibliotecas (acrónimo en inglés ALA).
En el Bronx, La Escuela Pública N.º 64 de Nueva York, en Walton Avenue, cerca de la Calle 170, la honra llevando su epónimo.

## Algunas publicaciones

### Libros en inglés
- Perez and Martina: A Portorican Folktale (ilustró Carlos Sánchez), Warne, 1932, nueva edición, 1961, publicado en castellano, Viking (New York, NY), 1991. Pérez Y Martina. Edición reimpresa, ilustrada de Viking, 64 pp. ISBN 0670841676, ISBN 9780670841677 1991

- The Tiger and the Rabbit, and Other Tales (ilustró Kay Peterson Parker), Houghton, 1946, nueva edición (ilustró Tomie de Paola), Lippincott, 1965

- Juan Bobo and the Queen's Necklace: A Puerto Rican Folk Tale (ilustró Christine Price), Warne, 1962

- Ote: A Puerto Rican Folk Tale (ilustró Paul Galdone), Pantheon, 1969

- Santiago (ilustró Symeon Shimin), Warne, 1969

- (con Mary K. Conwell) Libros en Espanol: An Annotated List of Children's Books in Spanish, New York Public Library, 1971

- Dance of the Animals: A Puerto Rican Folk Tale (ilustró P. Galdone), Warne, 1972

- Once in Puerto Rico (ilustró C. Price), Warne, 1973

- The Rainbow-Colored Horse (ilustró Antonio Martorell), Warne. Edición ilustrada de F. Warne, 441 pp. ISBN 0723261512, ISBN 9780723261513 1978

- Firefly Summer. Recovering the US Hispanic Literary Heritage Piñata Books (Houston, TX) Editor Arte Público Press, 205 pp. en línea ISBN 155885634X, ISBN 9781558856349 1996

- The Stone Dog

### Traducciones al castellano
- Munro Leaf, El Cuento de Ferdinand ("The Story of Ferdinand"). Viking, 1962

- Crosby N. Bonsall. Caso del Forastero Hambriento ("Case of the Hungry Stranger"). Harper, 1969

- Carla Greene, Camioneros: ¿Qué Hacen? ("Truck Drivers: What Do They Do?"). Harper, 1969

- Syd Hoff, Danielito y el Dinosauro ("Danny and the Dinosaur"). Harper, 1969

- Leonard Kessler, Aquí Viene el Ponchado ("Here Comes the Strikeout"). Harper, 1969

- Else Holmelund Minarik, Osito ("Little Bear"). Harper, 1969

- Millicent E. Selsam, Teresita y las Orugas ("Terry and the Caterpillas"). Harper, 1969

- Paul Newman, Ningún Lugar para Jugar ("No Place to Play"). Grosset, 1971